# Радзивилл, Михаил Гедеон
Князь Михаил Гедеон Радзивилл (пол. Michał Gedeon Hieronim Radziwiłł 1778, Варшава — 1850, там же) — землевладелец Великого княжества Литовского и генерал из рода Радзивиллов, один из предводителей восстания 1830 года.

## Биография
Третий сын Михаила Иеронима (1744—1831), каштеляна и воеводы Виленского, ордината Клецка, Несвижа и Олыки, и Елены Пшездецкой (1753—1821), дочери подканцлера великого литовского Антония Тадеуша Пшездецкого (1718—1772) и Катарины Огинской. Братья — Людвик Николай, Антоний Генрих и Анджей Валент Радзивиллы.
Рано поступив на военную службу, сражался уже в 1794 году под начальством Тадеуша Костюшко против русских и прусских войск.
В 1806 году поступил на службу в Северный польский легион.
18 января 1807 года получил звание полковника и стал командиром легиона. Участник кампании 1807 года.
С 1 апреля 1808 года — командир 5-го пехотного полка Герцогства Варшавского (после соединения легиона с 5 и 6-м полками герцогства Варшавского).
11 декабря 1811 года получил чин бригадного генерала.
Принимал участие в осаде Данцига. В кампанию 1812 года командовал польской бригадой в дивизии Гранжана X корпуса Макдональда и дослужился до бригадного генерала. В 1813 году оборонял Данциг (Гданьск).
27 декабря 1815 возглавил дивизию в армии Царства Польского.
С 1822 сенатор-каштелян в Царстве Польском, с 1825 сенатор-воевода.
Во время польского восстания 1830 года, 20 января 1830 Михаил Гедеон Радзивилл был выбран командующим польских войск (после отставки Иосифа Хлопицкого). Адъютантом Михаила Гедеона Радзивилла был известный участник восстания Пётр Высоцкий. После неудачи в сражении при Грохове отказался от главного командования, которое с 26 февраля 1831 перешло к Яну Скржинецкому.
После поражения восстания был выслан в Ярославль.
С 1836 жил в Дрездене. Перед смертью возвратился в Польшу и умер в Варшаве 24 мая 1850 года.

## Награды
- Офицер ордена Почётного легиона (Французская империя, 1813)
- Кавалер ордена Почётного легиона (Французская империя, 1807)
- Кавалер ордена Виртути Милитари (Варшавское герцогство, 1808)[3]
- Орден Святого Губерта (Королевство Бавария)[4]
- Командор ордена Святого Иоанна Иерусалимского (Российская империя)[5]

## Семья и дети

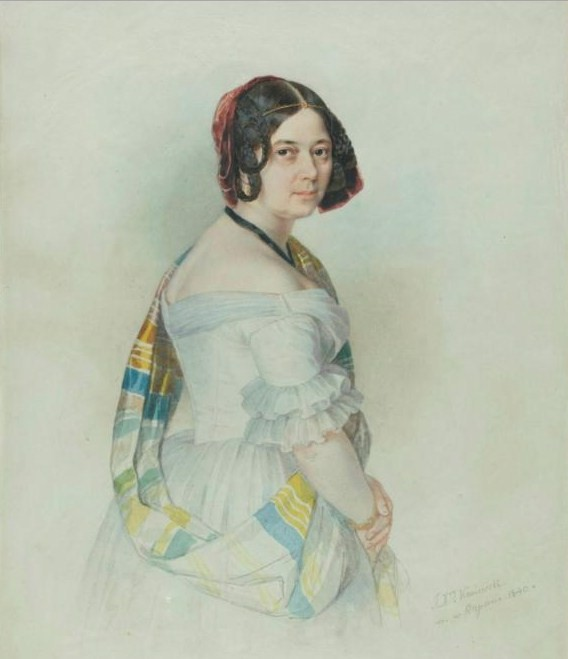
Александра Радзивилл (1840)

Жена (с 12.07.1815) — Александра Стецкая (1796—1864), единственная дочь богатого помещика Карла Стецкого и падчерица генерала Княжевича. Воспитывалась в Межиричах — усадьбе своего деда. Принесла мужу в приданое местечко Шпанов под Ровно, на Волыни. По примеру своей свекрови, по проекту архитектора Генриха Иттара (Ittar Henryk) перестроила дворец, сад и парк в Шпанове, превратив его в одну из лучших резиденций на Волыни. В 1831 году последовала за мужем в изгнание в Ярославль. Будучи талантливой художницей-любительницей, состояла почетным членом Общества поощрения художеств в Варшаве. По словам В. Туркестановой, княгиня Радзивилл «была красива, наделена умом и приятным характером». Умерла в июле 1864 года в Пасси под Парижем и была похоронена на местном кладбище. Впоследствии имение Шпанов перешло во владение к Каролю Андрею Радзивиллу и находилось под управление фамилии Радзивиллов до самого начала Второй мировой войны.
Дети:
- Тереза Урсула Радзивилла (1811 — 4 августа 1874), замужем за Кайтаном Августином Вяльбутом (герб Радван)[7]. Дети: Болеслав Игнатий Августинович Вяльбут (1843—1880) и Иосиф Августинович Вяльбут (1847—1901)[8]. Похоронена на кладбище францисканского костёла в Гольшанах
- Михалина (1816—1883), жена с 1836 года графа Леона Жишевского (1815—1882)
- Кароль Анджей[пол.] (1821—1886). Единственный сын и наследник — Михал Пётр.
- Зыгмунд (1822—1892)